# Maung Aye

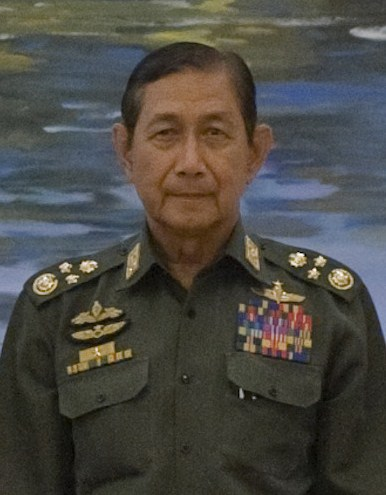
Maung Aye (2010)

General Maung Aye (birmanisch မောင်အေး; * 25. Dezember 1937 in Kon Balu, Sagaing-Division, Birma) ist ein ehemaliger myanmarischer Offizier in den Streitkräften Myanmars und Politiker. Er war von 1994 bis 2011 Stellvertretender Vorsitzender des Staatsrat für Frieden und Entwicklung.
Maung Aye schlug nach dem Studium an der Akademie der Streitkräfte in Pyin U Lwin (früher Maymyo), das er 1959 mit dem Grad des Bachelor of Science abschloss, die Offizierslaufbahn in der Armee ein.
1993 wurde er im Range eines Generalleutnants nach Rangun beordert und zum Stellvertretenden Oberbefehlshaber über die Streitkräfte ernannt. 1994 übernahm er das seit der Machtübernahme von Than Shwe vakante Amt des Stellvertretenden Vorsitzenden der Militärjunta, die damals noch als Staatsrat für die Wiederherstellung von Recht und Ordnung (SLORC) auftrat. Ausgestattet mit diesen Funktionen war er nach Generalissimus Than Shwe die Nummer 2 des Regimes in Myanmar, welches unter dem Namen Staatsrat für Frieden und Entwicklung auftrat, ohne selbst ein Regierungsamt innezuhaben. Am 30. März 2011 löste Than Shwe gemäß der 2008 nach 15 Jahren fertiggestellten Verfassung die Junta auf, was auch das Ende von Maung Ayes Amtszeit bedeutete.
Maung Aye galt als Gegenspieler des langjährigen Ersten Sekretärs der Junta und ehemaligen Ministerpräsidenten Khin Nyunt und wie auch Than Shwe als Hardliner, der jegliche Zugeständnisse an die demokratische Opposition ablehnt. Im Gegensatz zu Than Shwe, der bei Nennung ihres Namens angeblich zusammenzucken soll, wurden ihm jedoch vergleichsweise gute Kontakte zur langjährigen Oppositionsführerin und Nobelpreisträgerin Aung San Suu Kyi nachgesagt.
Maung Aye soll seit längerem krank sein. 2003 hielt er sich zur Behandlung von Prostata-Krebs in Singapur auf. Außerdem ist er als starker Trinker bekannt. Er ist verheiratet mit Daw Mya Mya San.
| Personendaten    | Personendaten                                        |
| ---------------- | ---------------------------------------------------- |
| NAME             | Maung Aye                                            |
| KURZBESCHREIBUNG | myanmarischer Politiker, Vize-Staatschef von Myanmar |
| GEBURTSDATUM     | 25. Dezember 1937                                    |
| GEBURTSORT       | Kon Balu, Birma                                      |